# Doslidnîțke
Doslidnîțke (în ucraineană Дослідницьке) este o așezare de tip urban din raionul Vasîlkiv, regiunea Kiev, Ucraina. În afara localității principale, nu cuprinde și alte sate.

## Demografie
Componența lingvistică a așezării de tip urban Doslidnîțke
     Ucraineană (94,6%)
     Rusă (5,08%)
     Alte limbi (0,23%)
Conform recensământului din 2001, majoritatea populației așezării de tip urban Doslidnîțke era vorbitoare de ucraineană (94,6%), existând în minoritate și vorbitori de rusă (5,08%).